# ロイ・トムソン

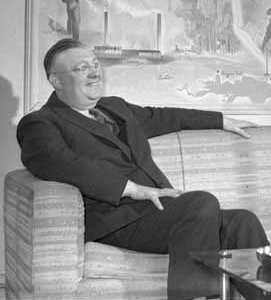
ロイ・トムソン

初代フリートのトムソン男爵ロイ・ハーバード・トムソン（英語: Roy Herbert Thomson, GBE, 1894年6月5日 - 1976年8月4日）は、イギリスで活躍したカナダの起業家。1964年に初代フリートのトムソン男爵（1st Baron Thomson of Fleet）として爵位を授かった。

## 生涯と業績
1894年、カナダのトロントで理容店の息子として誕生した。第一次世界大戦の間、軍隊に入隊するために十分な視力がなかったため、実業学校へ通った。第一次世界大戦終戦後、農業を行うためにマニトバ州に移り住んだが、長続きせず再びトロントに戻った。トロント近郊で幾つかの職を渡り歩いた後、北オンタリオでラジオの受信機を販売する仕事に就いた。その仕事の中でトムソンはラジオの送信機を201ドルで入手すると、1931年3月3日にノース・ベイでラジオ局CFCHを開局した。その後も、ラジオの受信機を売り続けたが、彼の活動の重心は次第にラジオ局へと移っていった。
1934年、オンタリオ州ティミンズの新聞社ティミンズ・プレスを200ドルで購入すると、友人のジャック・ケント・クックと共同でオンタリオ州の各地に新聞社とラジオ局を展開した。1949年までに美容院・台所用品工場・アイスクリームのコーン工場など数多くの会社の所有者となった。そして1950年代初頭には19の新聞社を所有し、カナダ日刊新聞社協会の理事長となった。1952年、イギリスに居住するカナダ人を対象とした新聞を発行するカナディアン・ウィークリー・レビューを設立し、イギリスへの進出を開始した。
1952年、スコットランドの新聞社ザ・スコッツマンを買収し、エディンバラに移り住んだ。1957年、スコットランド中部を主な放送地域とする民間テレビ放送局スコティッシュ・テレビジョンの放映権を落札し、1959年には当時のイギリス最大の新聞社ザ・サンデー・タイムズを含むケムズレー・グループを買収した。その後もトムソンはカナダ・イギリス・アメリカ合衆国の新聞社200社以上を買収し続け、トムソンのメディア帝国は多国籍企業へと成長した。1966年にはアスター家からイギリスの新聞社ザ・タイムズを買収した。
1964年、初代フリートのトムソン男爵として爵位を授かった。
1976年、イギリスのロンドンで没すると、息子のケネス・トムソンがトムソン社の会長に就き、2代目フリートのトムソン男爵として爵位を継承した。